# 浜田市世界こども美術館
浜田市世界こども美術館（はまだしせかいこどもびじゅつかん）は、島根県浜田市にある美術館。

## 概要
1996年（平成8年）に開館した美術館で5階建ての建物となっている。
世界の子ども達が書いた絵や工作などの美術作品が展示されている他、美術関連グッズや絵本などが販売されているミュージアムショップや図書館、多目的ルームなどが設置されている。休日等には美術館の創作室等を活用して子どもや家族連れ向けに創作活動を行うイベントが行われている。日本国内でモデルとなった施設としては1985年（昭和60年）開館のおかざき世界子ども美術博物館がある。
財団法人浜田市教育文化振興事業団が指定管理者に指定されている。

## 施設
- 展示室
- コレクション室
- 多目的ホール
- 収蔵庫
- 図書室
- 創作室

## 所在地
- 島根県浜田市野原町859-1

## 利用情報
- 開館時間 - 9:30 - 17:00（入館は16:30まで）
- 休館日 - 毎週月曜日（月曜日が祝日時には翌日）、年末年始

## 交通アクセス
- 石見交通大学線（県立大学行き）に乗車し「こども美術館前」で下車。
- 山陰自動車道竹迫インターチェンジから車で約3分。

## 周辺
- 島根県立大学
- 浜田市総合福祉センター
- いわみーる